# La Palma (Panama)
La Palma ist eine Kleinstadt im Bezirk Pinogana der Provinz Darién des mittelamerikanischen Staates Panama mit 4205 Einwohnern (Stand 2010).
Sie ist die größte Stadt und gleichzeitig die Provinzhauptstadt von Darien. Die Stadt liegt an der Mündung des Río Tuira in den Golf von San Miguel (Pazifik) und verfügt über einen eigenen Lokalflughafen (Code: PLP). La Palma dient häufig als Ausgangspunkt für Expeditionen in den Darién-Regenwald.